# 막시모 고메스
막시모 고메스 이 바에스(스페인어: Máximo Gómez y Báez, 1836년 11월 18일 ~ 1905년 6월 17일)는 쿠바의 군인이다. 10년 전쟁, 쿠바 독립 전쟁에서 쿠바군 사령관으로 복무한 것으로 유명하다.

## 생애
1836년에 도미니카 공화국 페라비아주 바니에서 태어났으며 10대 시절에는 1850년대에 있었던 포스탱 술루크가 이끄는 아이티 군대의 빈번한 도미니카 공화국 침공에 맞서 싸웠다. 스페인 사라고사 육군사관학교에서 육군 장교로 복무한 이후에 쿠바에 도착하면서 기병대 장교로 복무했다. 도미니카 회복 전쟁에서는 스페인 육군 대위로 참전했지만 도미니카 회복군에 패배하고 만다.
1865년에 스페인의 이사벨 2세 여왕의 명령에 따라 스페인 군대가 도미니카 공화국에서 철수하면서 고메스는 가족들과 함께 쿠바로 이주하게 된다. 1868년에 스페인 군대에서 전역한 이후에 쿠바 해방군에 입대했고 미국 남북 전쟁에서 아메리카 연합국 육군 장교로 복무했던 토머스 조던과 함께 쿠바 군대의 전술과 전략을 변화시키는 과정에 참여했다.
1868년 10월 26일에는 피노데바이레에서 마체테를 이용한 매복 작전을 펼치면서 쿠바에 주둔하고 있던 스페인 병사들을 살해했다. 1871년에는 관타나모에서 스페인에 충성하던 세력, 아이티에서 도망친 부유한 커피 재배자를 축출시키는 작전에 가담했다. 이 작전은 많은 피해를 입은 끝에 성공적이었고 안토니오 마세오, 호세 마세오, 아돌포 플로르 크롬베트, 폴리카르포 피네다를 비롯한 장교들이 승진하게 된다.
1873년 5월에는 전투에서 사망한 이그나시오 아그라몬테의 뒤를 이어 카마궤이 군구와 기병대의 사령관으로 임명되었다. 1874년 2월 19일에는 700명의 반란군을 이끌고 동쪽 기지에서 서쪽으로 행진한 다음에 엘나랑호에서 2,000명의 스페인군을 물리쳤다. 이 과정에서 스페인군은 100명이 사망하고 200명이 부상을 입었으며 반란군은 150명의 사상자를 냈다.
고메스는 10년 전쟁에서 게릴라 전술을 활용하여 높은 성과를 기록하면서 쿠바 육군 대원수로 승진했다. 특히 스페인의 게릴라 부대가 나폴레옹 보나파르트의 스페인 침공에 맞서 싸우던 과정에서 활용했던 전술을 쿠바 해방군에 도입하면서 높은 평가를 받았다.
1898년에 쿠바 독립 전쟁의 종식과 함께 퇴역한 이후에 아바나 외곽에 위치한 별장에 거주했다. 1901년에는 쿠바의 대통령 제의를 받았지만 정치를 싫어했던 자신의 성향 때문에 거절했다. 또한 쿠바에서 40년 동안 거주했지만 도미니카 공화국에서 태어났기 때문에 쿠바의 시민 지도자가 되어서는 안 된다고 생각했다. 1905년에 자신의 별장에서 사망했으며 그의 유해는 아바나에 위치한 콜론 묘지에 안장되었다.